# Souilly
Souilly est une commune française située dans le département de la Meuse, en région Grand Est.

## Géographie

### Situation
La commune se situe sur la ligne de partage des eaux des bassins de la Meuse (se jetant dans la Mer du Nord) et de la Seine (se jetant dans la Manche). 

### Géologie et relief
Occupant un substrat calcaire typique de l'Est du Bassin Parisien, la commune compte d'importantes forêts, le reste du territoire étant représenté par un paysage de champs ouverts depuis les grands défrichements médiévaux. Ces derniers espaces sont cultivés par d'importantes exploitations agricoles pratiquant accessoirement l'élevage bovin.

### Sismicité
Commune située dans une zone 1 de sismicité très faible.

### Hydrographie
La commune est traversée par la ligne de partage des eaux entre les bassins versants de la Meuse et de la Seine au sein respectivement du bassin Rhin-Meuse et du bassin Seine-Normandie. Elle est drainée par la Cousances, le cours d'eau 02 de la commune de Souilly, le ruisseau de Ravigny, le Fossé 01 de la commune de Souilly, le ruisseau de la Vignée et divers autres petits cours d'eau,.
La Cousances, d'une longueur de 29 km, prend sa source dans la commune  et se jette  dans l'Aire à Aubréville, après avoir traversé neuf communes. 

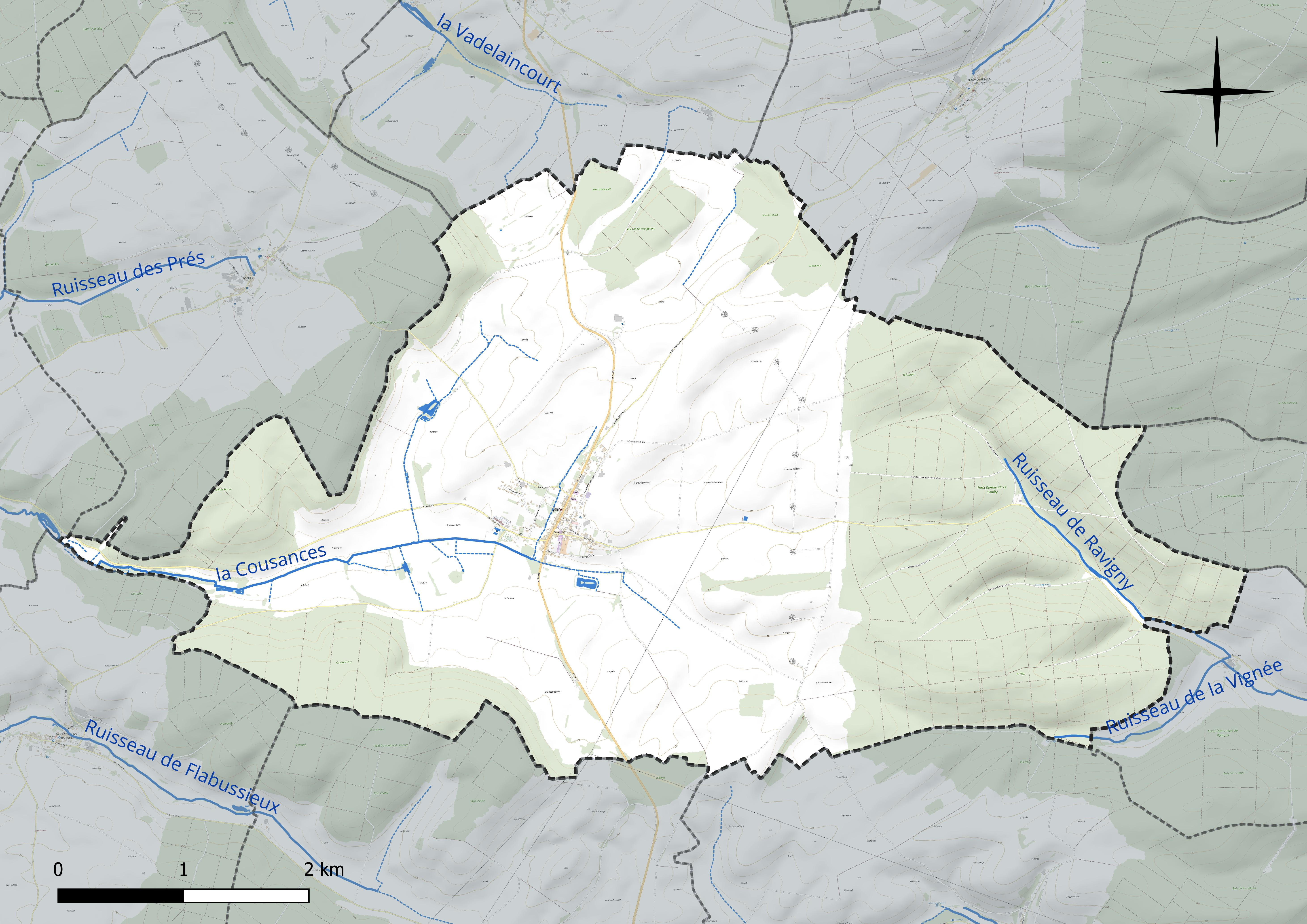
Réseau hydrographique de Souilly.

### Climat
Pour des articles plus généraux, voir Climat du Grand Est et Climat de la Meuse.
En 2010, le climat de la commune est de type climat de montagne, selon une étude du Centre national de la recherche scientifique s'appuyant sur une série de données couvrant la période 1971-2000. En 2020, Météo-France publie une typologie des climats de la France métropolitaine dans laquelle la commune est exposée à un climat océanique altéré et est dans la région climatique  Lorraine, plateau de Langres, Morvan, caractérisée par un hiver rude (1,5 °C), des vents modérés et des brouillards fréquents en automne et hiver. 
Pour la période 1971-2000, la température annuelle moyenne est de 9,6 °C, avec une amplitude thermique annuelle de 16,4 °C. Le cumul annuel moyen de précipitations est de 1 029 mm, avec 14,1 jours de précipitations en janvier et 9,8 jours en juillet. Pour la période 1991-2020, la température moyenne annuelle observée sur la station météorologique de Météo-France la plus proche, « Chaumont_sapc », sur la commune de Chaumont-sur-Aire à 11 km à vol d'oiseau, est de 10,8 °C et le cumul annuel moyen de précipitations est de 850,0 mm. 
La température maximale relevée sur cette station est de 41,1 °C, atteinte le 25 juillet 2019 ; la température minimale est de −15,5 °C, atteinte le 20 décembre 2009,,. 
Les paramètres climatiques de la commune ont été estimés pour le milieu du siècle (2041-2070) selon différents scénarios d'émission de gaz à effet de serre à partir des nouvelles projections climatiques de référence DRIAS-2020. Ils sont consultables sur un site dédié publié par Météo-France en novembre 2022.

#### Communes limitrophes
| Osches                 | Osches  | Senoncourt-les-Maujouy |
| Osches                 | Souilly | Heippes                |
| Saint-André-en-Barrois | Heippes | Heippes                |

### Voies de communications et transports

#### Voies routières
- Autoroute A4, aussi appelée autoroute de l’Est : Échangeurs Voie Sacrée, Verdun,Clermont en Argonne.

#### Transports en commun
- Fluo Grand Est.

#### Lignes SNCF

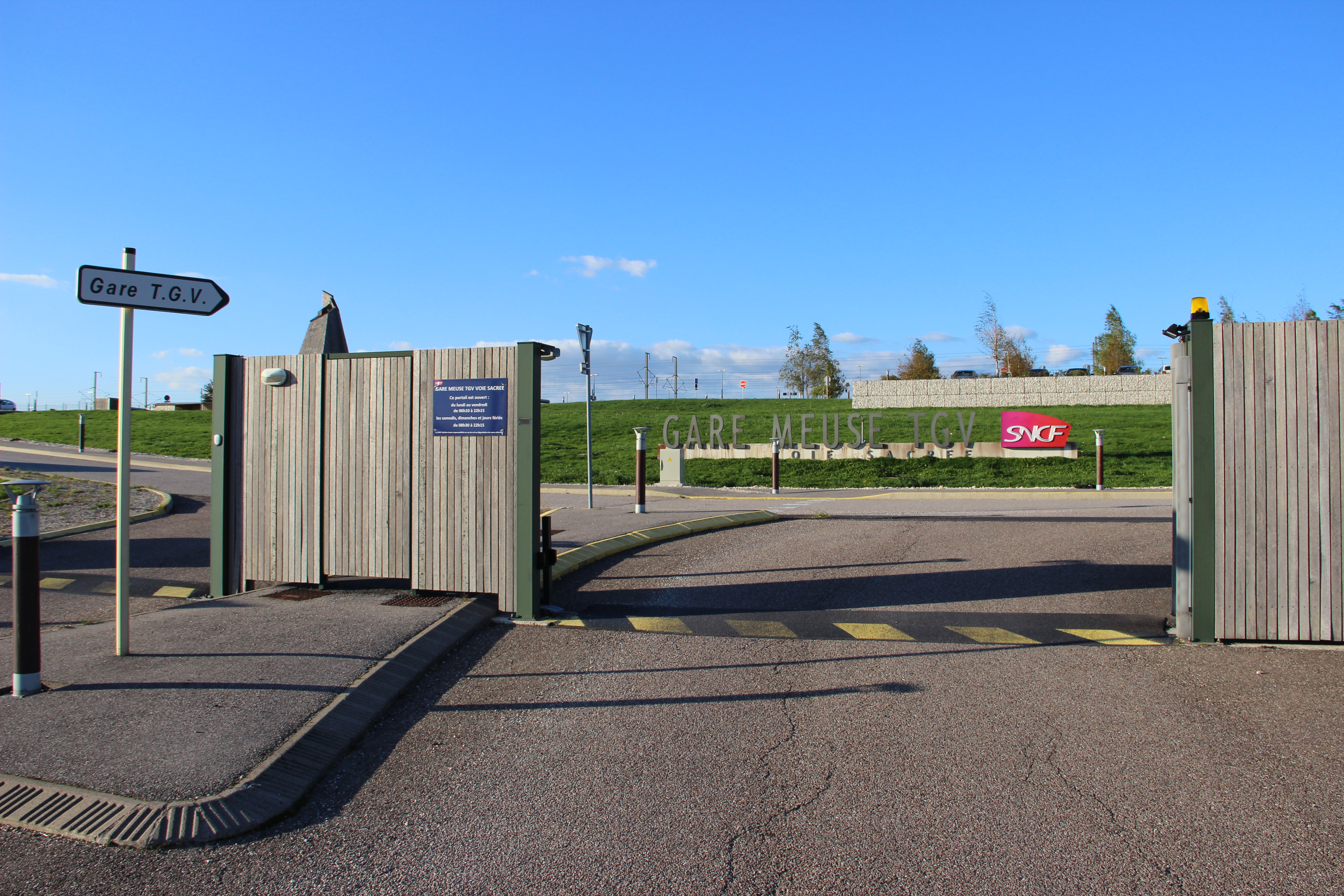
Gare de Meuse TGV.

- Gare de Meuse TGV,
- Gare de Verdun,
- Gare de Sainte-Menehould,
- Gare de Bar-le-Duc.

## Urbanisme

### Typologie
Au 1er janvier 2024, Souilly est catégorisée commune rurale à habitat dispersé, selon la nouvelle grille communale de densité à sept niveaux définie par l'Insee en 2022.
Elle est située hors unité urbaine. Par ailleurs la commune fait partie de l'aire d'attraction de Verdun, dont elle est une commune de la couronne,. Cette aire, qui regroupe 103 communes, est catégorisée dans les aires de moins de 50 000 habitants,.

### Occupation des sols
L'occupation des sols de la commune, telle qu'elle ressort de la base de données européenne d’occupation biophysique des sols Corine Land Cover (CLC), est marquée par l'importance des territoires agricoles (54,7 % en 2018), une proportion sensiblement équivalente à celle de 1990 (55,2 %). La répartition détaillée en 2018 est la suivante : 
terres arables (51,7 %), forêts (43,4 %), prairies (3 %), zones urbanisées (1,9 %). L'évolution de l’occupation des sols de la commune et de ses infrastructures peut être observée sur les différentes représentations cartographiques du territoire : la carte de Cassini (XVIIIe siècle), la carte d'état-major (1820-1866) et les cartes ou photos aériennes de l'IGN pour la période actuelle (1950 à aujourd'hui).

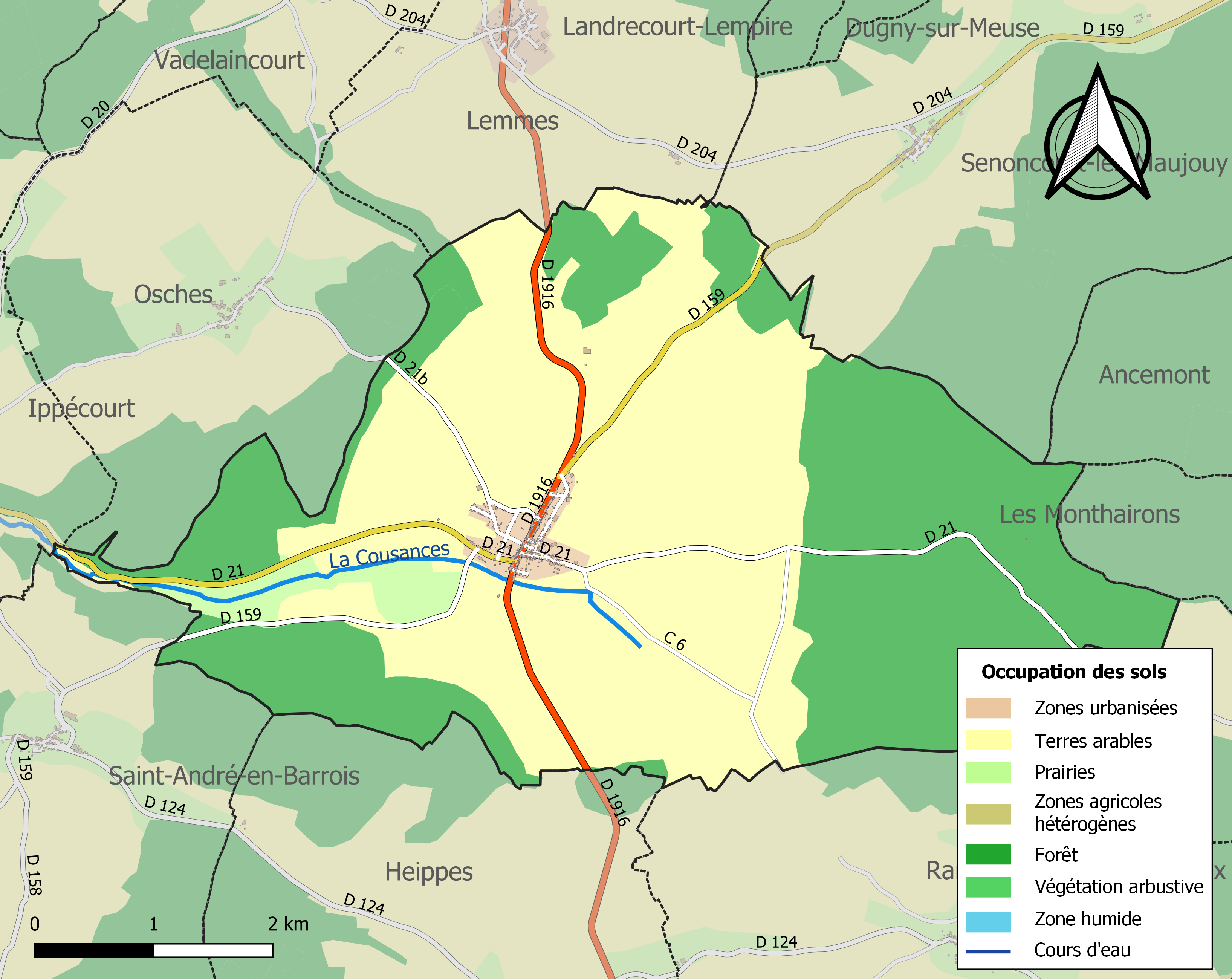
Carte des infrastructures et de l'occupation des sols de la commune en 2018 (CLC).

## Toponymie
Le nom de la localité est attesté sous les formes Sauliaco-Vico (époque mérovingienne) ; Solari (962) ; Solidiacum (962) ; Sollesit (1047) ; Sosi ou Soli (1049) ; Soliacum (xie siècle) ; Inter Erpeiam-curtis et Soizy (1127) ; Soleium (1141) ; Solleum (1157) ; Sollei (1157) ; Solleium (1171) ; Soliolum (1175) ; Solium (1179) ; Soulliacum (1200) ; Soulluer (1235) ; Soilliers (1330) ; Saulieres (1358) ; Soullier, Soulliez (1388) ; Soulliers (1515) ; Souilliers (1579) ; Souillers (1601) ; Soilleriæ, Soillieres, de Souilleriis (1642) ; Soilleres (1656) ; Souilli (1707) ; Soleriæ (1738) ; Solerium (1749).

L'étymologie probable est le nom d'homme gaulois Sollius ou latin Solius, avec le suffixe –acum.

Voir aussi Claye-Souilly, Seuilly et Souillac.

## Histoire

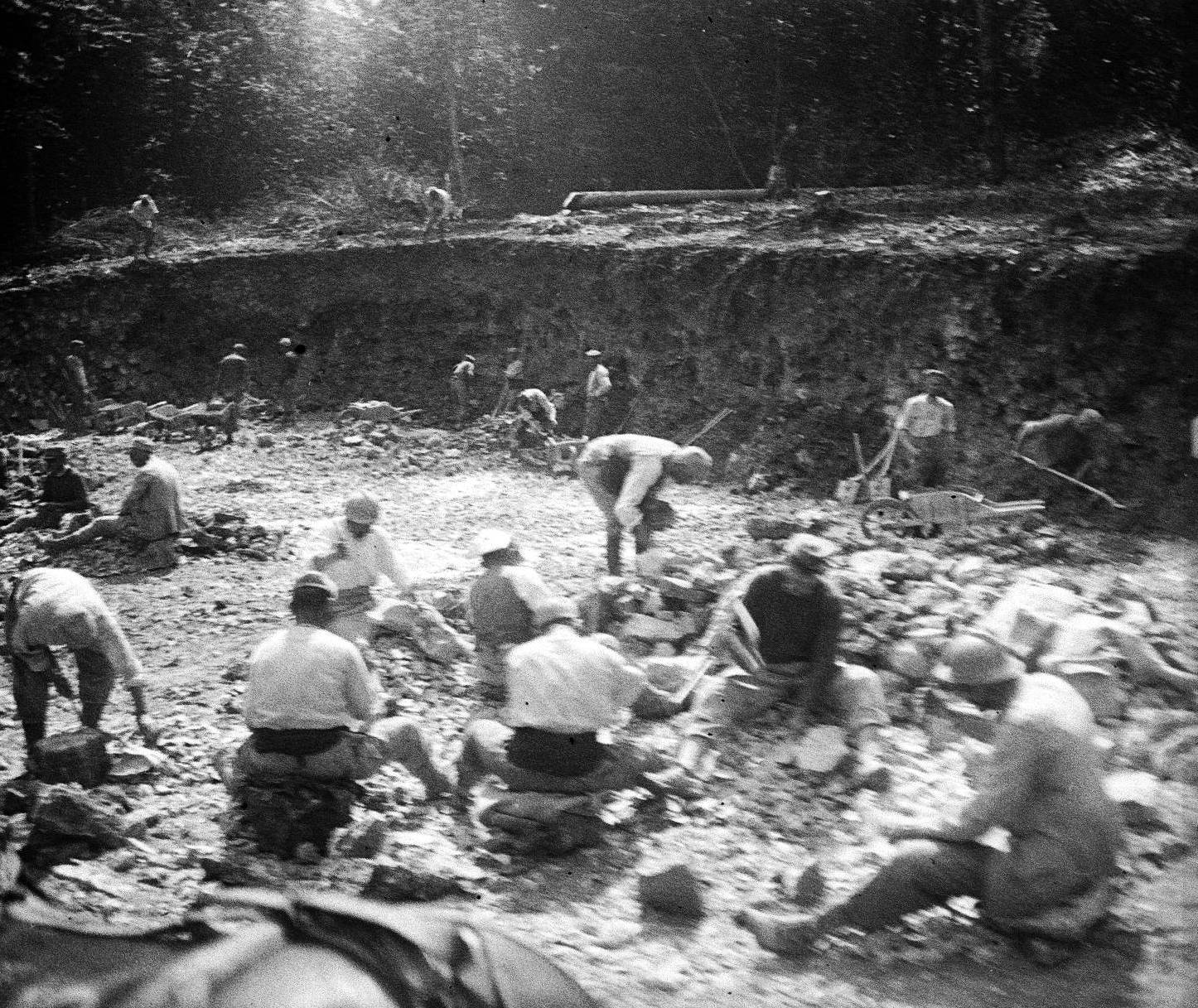
Prisonniers de guerre allemands en corvée dans une carrière de Souilly en 1916. Photographie par Raoul Berthelé, Archives municipales de Toulouse.

Ancienne prévôté du Barrois Mouvant, Souilly comptait un important château féodal souvent remanié jusqu'au XVIIe siècle. 
Abandonné à la fin du XVIIe siècle, ses pierres servirent à la construction de certaines maisons du centre du village actuel. Il n'en reste qu'une motte féodale au lieu-dit le Château, classée monument historique.
Le 25 février 1916, le général Philippe Pétain installe son quartier général dans la mairie, en vue de la bataille de Verdun, ce jour-là, il retrouve le général Édouard de Castelnau.
Le 10 mars 1916, le général Joseph Joffre rencontre le général Philippe Pétain dans la mairie, en vue de l'organisation de la défense de Verdun,.
En 1918, la mairie fut le quartier-général des Américains lors de l'offensive Meuse-Argonne, durant la Première Guerre mondiale. Une plaque de bronze commémore cet événement.

## Politique et administration
| Période                                  | Période  | Identité          | Étiquette | Qualité |
| ---------------------------------------- | -------- | ----------------- | --------- | ------- |
| Les données manquantes sont à compléter. |          |                   |           |         |
| 2001                                     | 2008     | Hubert Vernier    |           |         |
| 2008                                     | 2020     | Christine Habart  |           |         |
| mars 2020                                | En cours | Armel Lantreibecq | SE        |         |

## Population et société

### Démographie

#### Évolution démographique
L'évolution du nombre d'habitants est connue à travers les recensements de la population effectués dans la commune depuis 1793. Pour les communes de moins de 10 000 habitants, une enquête de recensement portant sur toute la population est réalisée tous les cinq ans, les populations de référence des années intermédiaires étant quant à elles estimées par interpolation ou extrapolation. Pour la commune, le premier recensement exhaustif entrant dans le cadre du nouveau dispositif a été réalisé en 2006.

En 2022, la commune comptait 426 habitants, en évolution de −2,96 % par rapport à 2016 (Meuse : −4,4 %, France hors Mayotte : +2,11 %).
| 1793 | 1800 | 1806 | 1821 | 1831 | 1836 | 1841 | 1846 | 1851 |
| ---- | ---- | ---- | ---- | ---- | ---- | ---- | ---- | ---- |
| 756  | 757  | 836  | 815  | 930  | 960  | 956  | 914  | 956  |

| 1856 | 1861 | 1866 | 1872 | 1876 | 1881 | 1886 | 1891 | 1896 |
| ---- | ---- | ---- | ---- | ---- | ---- | ---- | ---- | ---- |
| 849  | 904  | 917  | 888  | 824  | 781  | 708  | 676  | 630  |

| 1901 | 1906 | 1911 | 1921 | 1926 | 1931 | 1936 | 1946 | 1954 |
| ---- | ---- | ---- | ---- | ---- | ---- | ---- | ---- | ---- |
| 603  | 611  | 561  | 553  | 442  | 427  | 407  | 390  | 384  |

| 1962 | 1968 | 1975 | 1982 | 1990 | 1999 | 2006 | 2011 | 2016 |
| ---- | ---- | ---- | ---- | ---- | ---- | ---- | ---- | ---- |
| 397  | 352  | 322  | 297  | 316  | 275  | 324  | 368  | 439  |

| 2021 | 2022 | - | - | - | - | - | - | - |
| ---- | ---- | - | - | - | - | - | - | - |
| 439  | 426  | - | - | - | - | - | - | - |

### Enseignement
Établissements d'enseignements :
- Écoles maternelle et primairie à Souilly.
- Collèges à Ancemont, Verdun.
- Lycées à Verdun.

### Santé
Professionnels et établissements de snté :
- Médecins à Souilly, Dieue-sur-Meuse, Dugny-sur-Meuse, Pierrefitte-sur-Aire.
- Pharmacies à Dieue-sur-Meuse, Dugny-sur-Meuse, Pierrefitte-sur-Aire.
- Hôpitaux à Saint-Mihiel, Bar-le-Duc, Commercy.

### Cultes
- Culte catholique, Paroisse de Val de Marie[27], Diocèse de Verdun.

## Économie

### Entreprises et commerces

#### Agriculture
- Culture de céréales, de légumineuses et de graines oléagineuses.
- Culture et élevage associés.
- Élevage de chevaux et d'autres équidés.
- Élevage de vaches laitières.

#### Tourisme
- Hébergements et resturation à Issoncourt, Courouvre, Thillombois, Chaumont-sur-Aire, Rarécourt, Parois.

#### Commerces
- Commerces et services de proximité à Souilly, Ancemont, Haudainville, Verdun.

## Culture locale et patrimoine

### Lieux et monuments

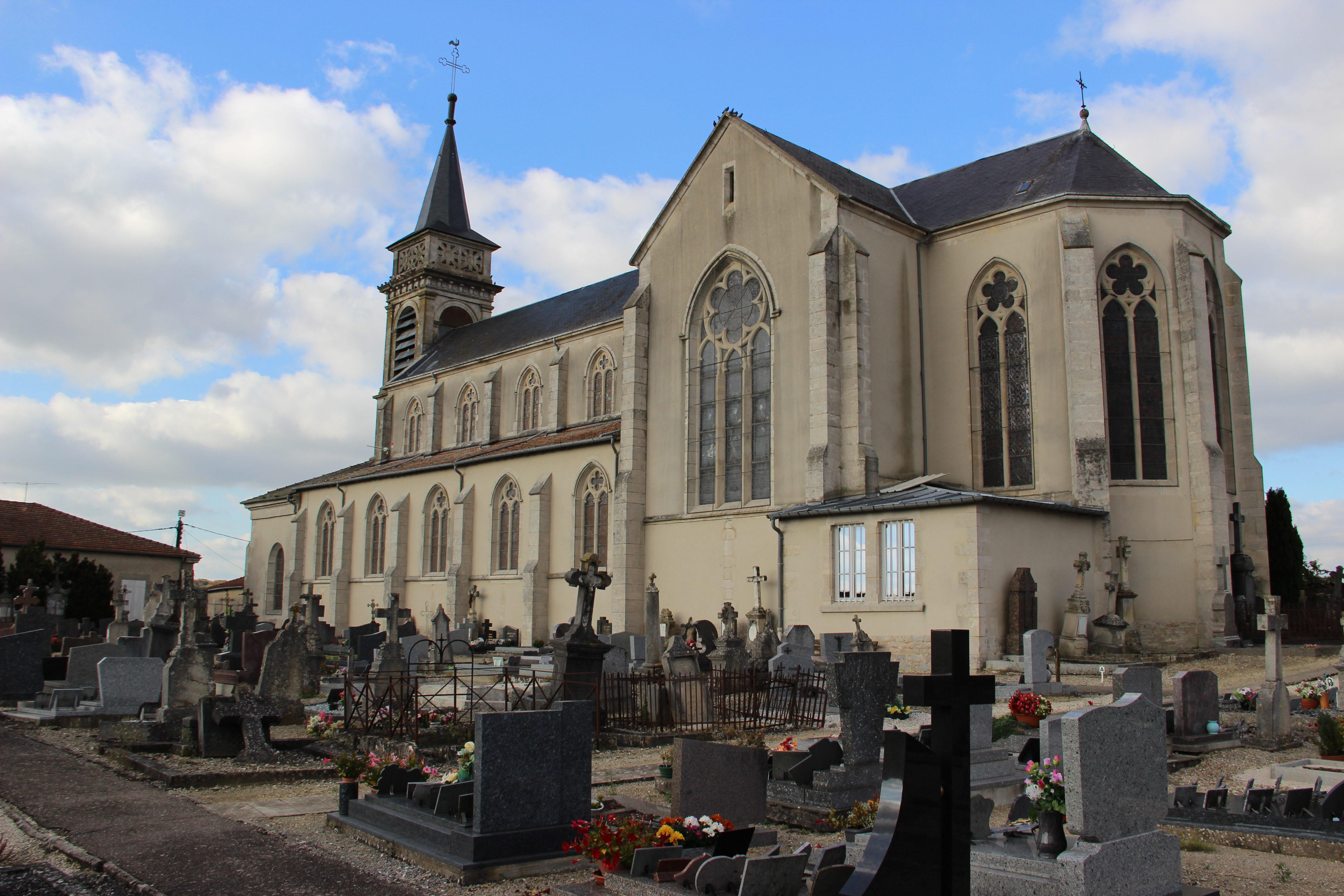
L'église Saint-Martin et le cimetière.

- Hôtel de ville de Souilly,  édifice objet d'un classement au titre des monuments historiques depuis 1943[28].
- Motte féodale (à l'extérieur du village), ancienne motte castrale, objet d'une inscription au titre des monuments historiques depuis 1990[29].
- Église Saint-Martin (reconstruction néo-gothique de la fin du XIXe sur l'emplacement d'une église d'origine médiévale)[30].

Orgue construit par la manufacture Jaquot-Jeanpierre en 1887, à deux claviers et pédalier en tirasse, avec la composition suivante :  Grand Orgue: Bourdon 16, Montre 8, Bourdon 8, Salicional 8, Prestant 4, Doublette 2, Trompette 8 ; Récit expressif : Flûte harmonique 8, Gambe 8, Voix céleste 8, Flûte octaviante 4, Basson-Hautbois 8.
- Monument aux morts[33] : Conflits commémorés : Guerres 1914-1918 - 1939-1945[34],[35].
- Architecture civile :

Manoir du XVIIe et du XVIIIe. La partie du XVIIe aurait été construite par un fils illégitime de Louis XIV, un certain Hardy Tillon (derrière le cimetière) et, sur la Voie Sacrée, l'ancienne Prévôté (XVIe et XVIIIe) ainsi que l'ancienne grange aux dîmes (XVIIe) qui est la maison natale de François-Louis de Morlan, Il est inhumé dans l'église Saint-Martin à Souilly.
Musée de la voie sacrée (actuellement fermé).
Éolienne Bollée.

### Personnalités liées à la commune
- Jehan Cloüet de Souilly d'Autrécourt (1471-1532), natif d'Autrécourt, clerc juré de la Prévoté de Souilly, servit dans les guerres d'Italie, comme capitaine du régiment de Georges de Rohan, cousin du duc de Lorraine, Antoine, surnommé le Bon. En Italie vers 1507, avec beaucoup de noblesse lorraine, il combattit, durant la quatrième guerre d'Italie, à Agnadel, entre Milan et Bergame, (le 14 mai 1509) à côté de Louis XII, qui après la bataille fit chevaliers les seigneurs et gentilshommes lorrains de sa suite. Retiré ensuite à Souilly, il fut anobli par le duc Antoine le 28 février 1511 pour les services qu'il avait rendus pendant les guerres d'Italie[36]. Jehan Cloüet avait pour cousins Jehan dit Jehannet et François le fils de ce dernier, tous deux peintres à la cour du roi François Ier.
- Nicolas François Harmand d'Abancourt, homme politique né le 9 janvier 1746 à Souilly (Meuse) et décédé le 31 décembre 1821 à Senlis (Oise), député du tiers état aux États généraux de 1789, préfet, baron de l'Empire.
- François Louis de Morlan (1771-1805), né à Souilly, blessé à Austerlitz et décédé à Brno. Colonel aux chasseurs à cheval de la garde Impériale, connu sous le nom de colonel Morland. Une avenue de Paris porte son nom et il partage avec Sully celui d'une station de métro. Son nom est gravé sous l'arc de triomphe de l'Étoile : 18e colonne. François de Morlan était le fils du fermier des dîmes de l'évêché de Verdun à Souilly qui avait épousé une descendante d'une branche colatérale de la famille de Croÿ dont elle portait le nom. Sa tante, Charlotte de Crouÿ, possédait l'ancienne prévôté où elle vivait avant que ce bâtiment ne soit réquisitionné pour devenir la mairie de Souilly en 1790, fonction qu'elle conserva jusqu'à la construction de l'actuelle mairie sous la Restauration pendant le règne de Charles X.
- Pierre-François Gossin (1754 à Souilly (prévôté du Barrois, aujourd'hui. département de la Meuse) - 1794 à Paris) était un juriste (avocat au Parlement de Nancy), parlementaire (député aux Etats-Généraux de 1789), membre de la commission qui créa les départements français. Premier procureur-syndic (fonction-ancêtre des préfets) de la Meuse. Accusé de collusion avec les Austro-Prussiens lors de la prise de Verdun qui précède Valmy alors qu'il n'a jamais été en rapport avec eux, il est guillotiné à Paris pendant la Terreur. Pierre-François Gossin était le fils d'un contrôleur des monnaies des Trois Evêchés à Metz qui avait épousé Marie Bohin issue d'une ancienne puissante lignée locale et dont la tombe est indiquée au cimetière de Souilly par une plaque toujours visible sur le caveau de la famille Jolly.
- Pierre Ancher (1893-1918), instituteur et poète, né et inhumé à Souilly, son nom est inscrit au Panthéon dans la liste des 560 écrivains morts pour la France.
- Pierre Jolly, officier, maire de Souilly pendant la Seconde Guerre mondiale, co-organisateur, puis membre de la direction, avec Charles Duquesnoy, Marcel Petit et Catherine Varlin des maquis Francs-tireurs et partisans (F.T.P. meusiens), puis responsable départemental des Forces françaises de l'intérieur (F.F.I.).

### Héraldique, logotype et devise
| Blason de Souilly | Blason  | D'azur au château couvert d'argent, terrassé de sinople*, surmonté d'une couronne fermée d'or, côtoyé de deux bars adossés de même. * Il y a là non-respect de la règle de contrariété des couleurs : ces armes sont fautives (Sinople sur azur).                                         |
| Blason de Souilly | Détails | Blason historique présenté par Dom Calmet et utilisé par la commune. |
| Blason de Souilly | Alias   | D’azur au château fortifié de trois tours d'argent, maçonné de sable, terrassé de sinople*, couronné d’une couronne fermée d’or et côtoyé de deux barbeaux adossés de même. * Il y a là non-respect de la règle de contrariété des couleurs : ces armes sont fautives (Sinople sur azur). |

La maison de Souilly portait : d'azur à la croix d’argent au franc quartier losangé d’argent et d’or.